# 31ns Premis AVN
Els 31ns Premis AVN va ser un esdeveniment durant el qual Adult Video News (AVN) va presentar els seus Premis AVN anuals per homenatjar les millors pel·lícules pornogràfiques i productes d'entreteniment per a adults del 2013.
La cerimònia es va celebrar el 18 de gener de 2014, a The Joint al Hard Rock Hotel and Casino, Paradise (Nevada). Les pel·lícules o els productes estrenats entre l'1 d'octubre de 2012 i el 7 d'octubre de 2013 eren elegibles. La cerimònia fou presentada per la comediant i actriu Rebekah Kochan i les actrius de cinema per adults Chanel Preston, que va se coguanyadora de l’ "escena sexual més escandalosa", i Samantha Saint. El lliurament de premis es va celebrar immediatament després de l'AVN Adult Entertainment Expo al mateix lloc.
Underworld va guanyar els màxims honors com a pel·lícula de l'any, també va guanyar el millor drama i set premis més, inclòs un premi a la direcció per a Brad Armstrong.
Tommy Pistol va ser nomenat millor actor per la seva actuació com Ashley J. Wiliams a la pel·lícula de terror per a adults Evil Head. El cobejat Premi AVN a l'artista femenina de l'any i premi AVN a la millor nova estrella van ser per a Bonnie Rotten i Mia Malkova respectivament. Axel Braun va guanyar el Director de l'Any per quarta vegada consecutiva i Manuel Ferrara va ser guardonat amb un cinquè premi d'intèrpret masculí de l'any. La nova categoria d'intèrpret BBW de l'any va ser guanyat per April Flores. El Títol Intel·ligent de l’Any el va guanyar Seymore Butts per Cirque du Hole-A.

## Guanyadors i nominats

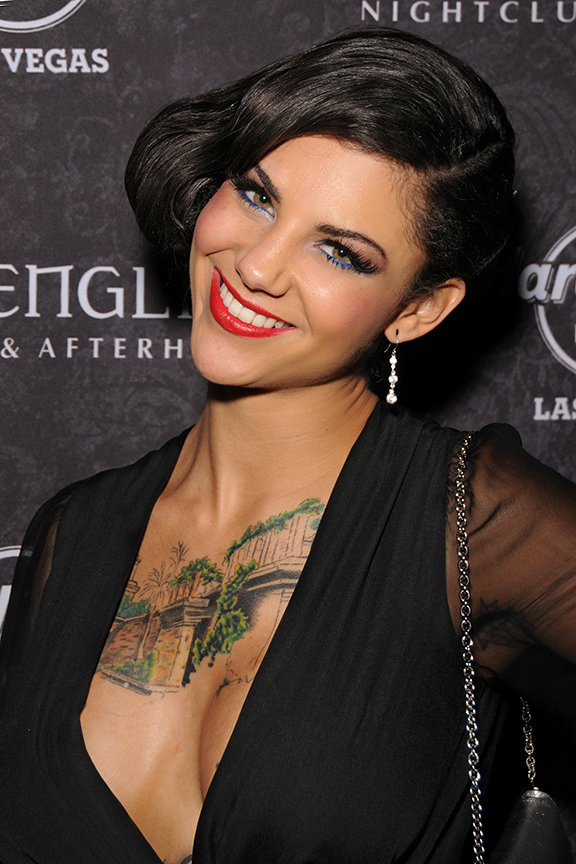
Bonnie Rotten, guanyadora del Premi AVN a l'artista femenina de l'any

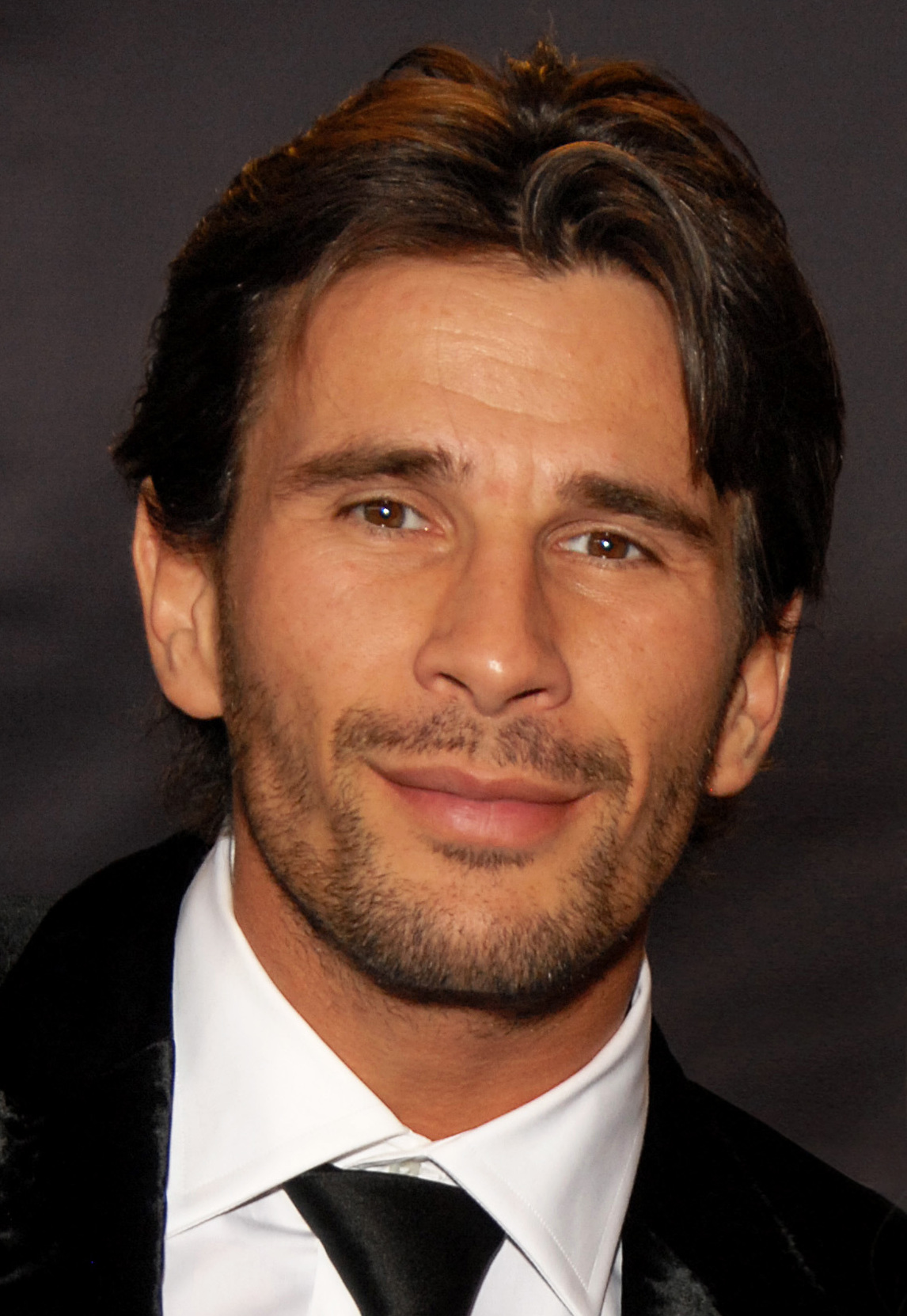
Manuel Ferrara, guanyadora del Premi AVN a l'artista masculí de l'any

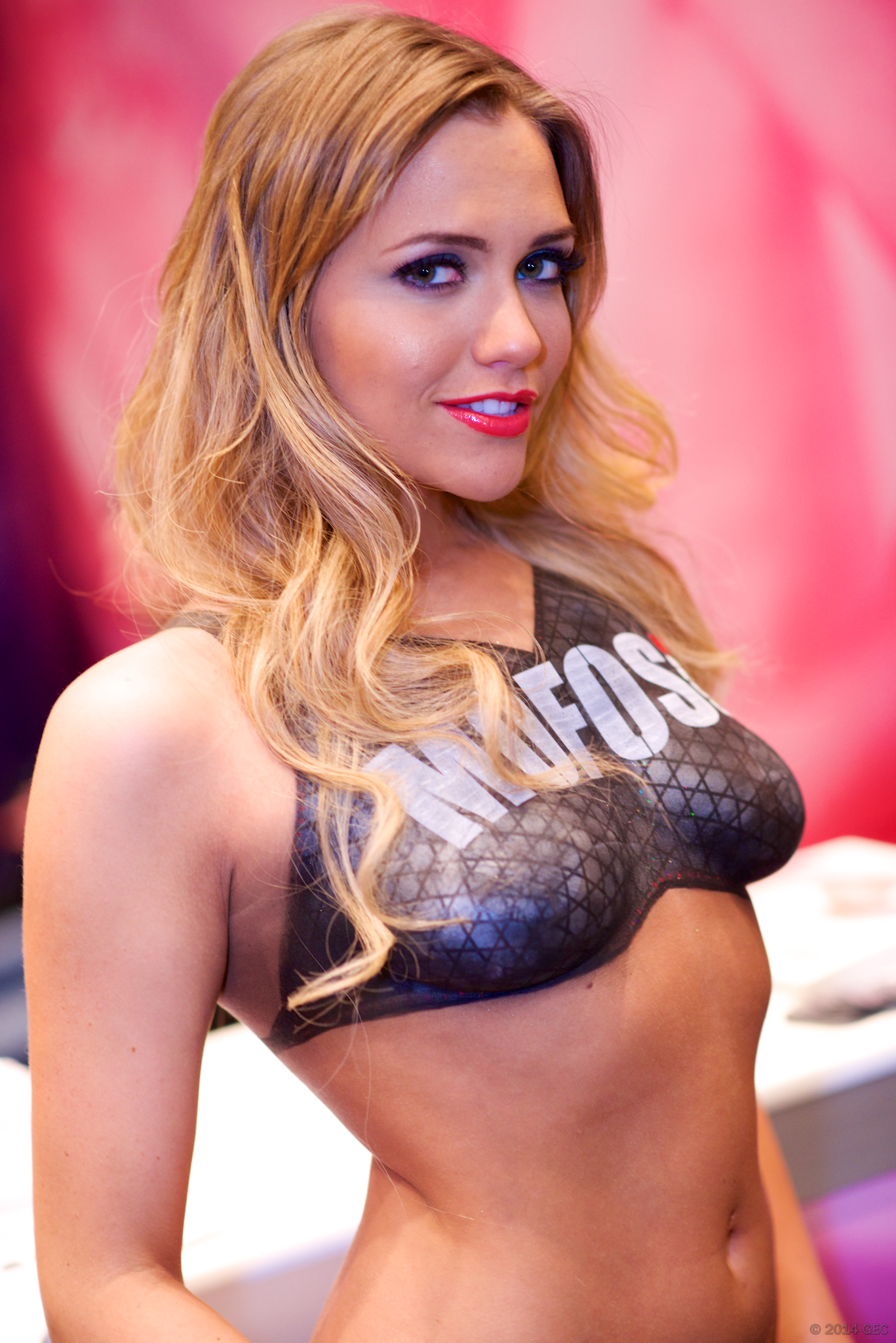
Mia Malkova, guanyadora del premi a la millor nova estrella

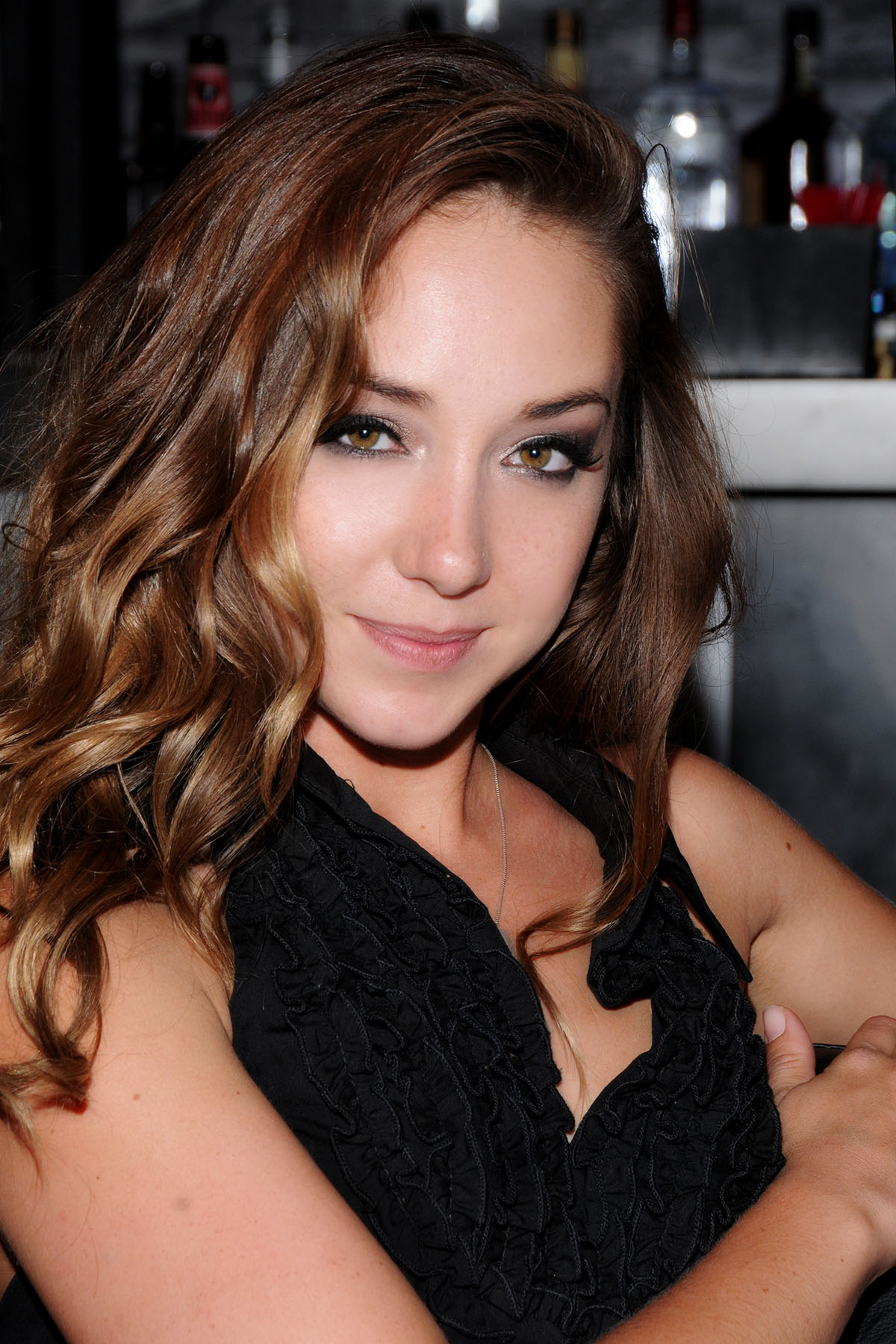
Remy LaCroix, guanyadora del premi a la millor actriu

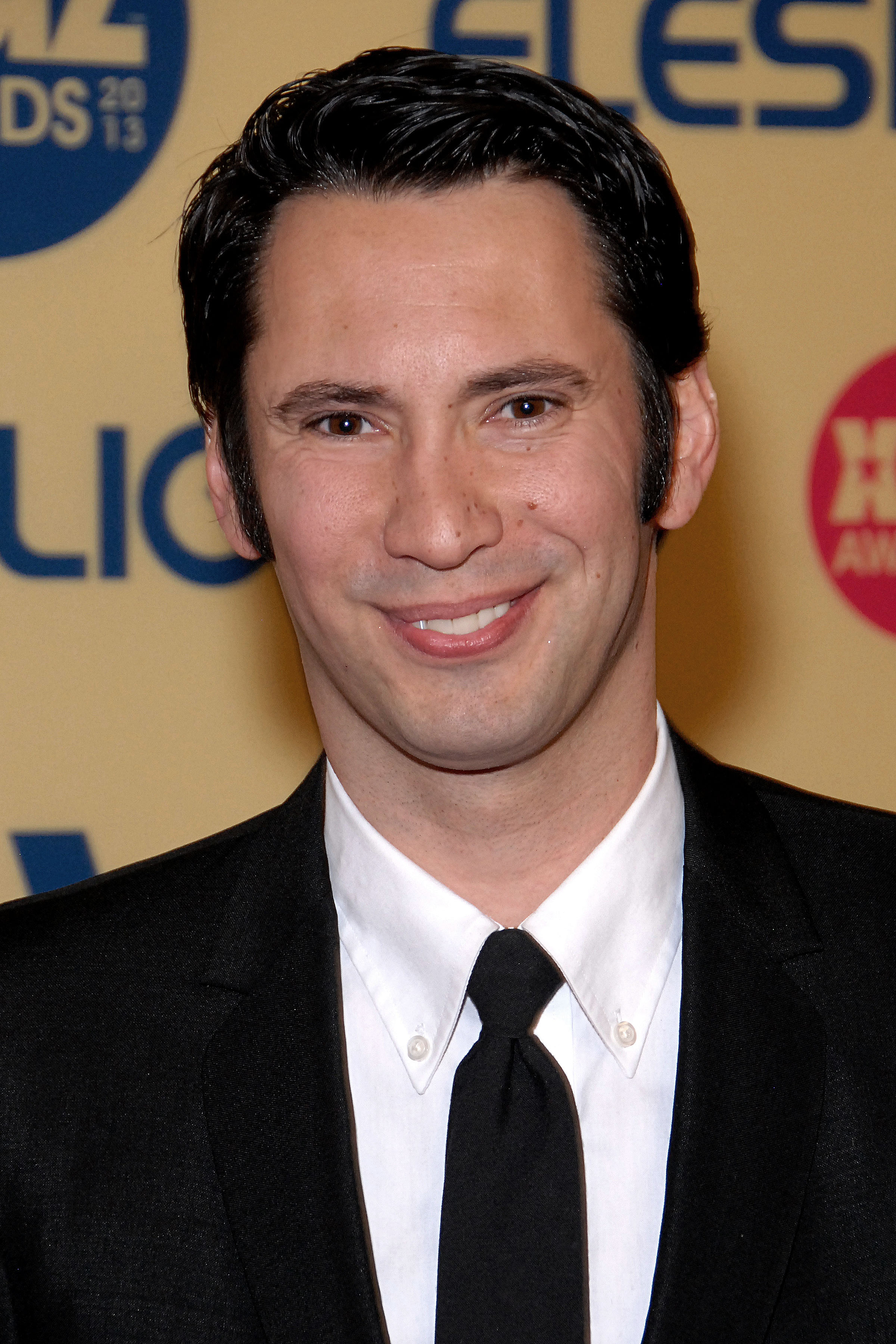
Tommy Pistol, premi AVN al millor actor winner

Les categories dels 31è Premis AVN es van publicar el 20 de setembre de 2013 i els finalistes es van anunciar el 15 de novembre de 2013.

### Premis principals
Els guanyadors de les categories anunciats durant la cerimònia de lliurament de premis el 18 de gener de 2014 es destaquen en negreta.
| Pel·lícula de l’any | Premi a l'artista femenina de l'any |
| --- | --- |
| - Underworld (Millor drama) (En lloc dels nominats per a aquesta categoria, els concursants s'escullen entre els guanyadors de les categories "Millor estrena", com ara millor estrena gonzo, millor vinyeta i diversos altres. La votació es realitza per separat just abans de la cerimònia de lliurament de premis). | - Bonnie Rotten - Asa Akira - Anikka Albrite - Bailey Blue - Dani Daniels - Dana DeArmond - Skin Diamond - Allie Haze - Remy LaCroix - Maddy O'Reilly - Chanel Preston - Riley Reid - Samantha Saint - Sheena Shaw - Jada Stevens |
| Premi a l'artista masculí de l'any | Artista transsexual de l’any |
| - Manuel Ferrara - Mick Blue - Xander Corvus - James Deen - Ryan Driller - Erik Everhard - Keiran Lee - Ryan Madison - Mandingo - Ramón Nomar - Tommy Pistol - Toni Ribas - Lexington Steele - Christian XXX - Prince Yahshua | - Eva Lin - Buck Angel - Natassia Dreams - Danika Dreamz - Jesse Flores - Jessica Fox - Foxxy - Kelli Lox - Venus Lux - Jane Marie - Carmen Moore - Tiffany Starr - Wendy Summers - Sarina Valentina - Vaniity |
| Director de l’any | Millor nova estrella |
| - Axel Braun - Joanna Angel - Brad Armstrong - James Avalon - Barrett Blade - William H. - Jules Jordan - Mason - Jonathan Morgan - Eddie Powell - Jim Powers - Will Ryder - Joey Silvera - B. Skow - Dana Vespoli | - Mia Malkova - A.J. Applegate - Casey Calvert - Teal Conrad - Dillion Harper - Melody Jordan - Kennedy Leigh - Christy Mack - Zoey Monroe - Raven Rockette - Jessa Rhodes - Rikki Sixx - Cindy Starfall - Natalia Starr - Jodi Taylor |
| Millor actor | Millor actriu |
| - Tommy Pistol - Evil Head - Richie Calhoun - The Submission of Emma Marx - Dale DaBone - Iron Man XXX: An Axel Braun Parody - Mark Davis - Nobody’s Daughter - James Deen - Watch Over Me - Ryan Driller - Man of Steel XXX: An Axel Braun Parody - Seth Gamble - Just In Beaver Fever - Alec Knight - Breaking Bad XXX: A Sweet Mess Films Parody - Keiran Lee - To Live and Fuck in L.A. - Kurt Lockwood - What Do You Want Me to Say? - Brendon Miller - Divorcees - Kris Slater - Unfaithful - Steven St. Croix - Truth Be Told - Evan Stone - Adventures in Eden - Michael Vegas - Rebound | - Remy LaCroix - The Temptation of Eve (New Sensations Erotic Stories) - Anikka Albrite - OMG… It’s the Leaving Las Vegas XXX Parody - Lexi Belle - Meant to Be - Alektra Blue - Getting Schooled - Jessica Drake - Sexpionage: The Drake Chronicles - Tara Lynn Foxx - This Ain’t Homeland XXX - Allie Haze - Clerks XXX: A Porn Parody - Jesse Jane - Code of Honor - Sunny Lane - The Stripper 2 - Brooklyn Lee - The New Behind the Green Door - Adrianna Luna - The Lone Ranger XXX: An Extreme Comixxx Parody - Maddy O'Reilly - Not The Wizard of Oz XXX - Penny Pax - The Submission of Emma Marx - Raven Rockette - Gia: Lesbian Supermodel - Jennifer White - The Stripper |
| Millor pel·lícula BDSM | Millor drama |
| - The Submission of Emma Marx (New Sensations Erotic Stories) - 50 Shades of Dylan Ryan - Bound by Desire 2: Collared and Kept Well - Cheerleaders in Bondage - Dark Temptations - Get My Belt - Hogtied - Home Invasion - The House of Sin - Obedience School - The Perfect Secretary 3: New Recruit - Sadistic Mother-in-Law 2 - Shades of Kink - S.O.S. Strap-on Sluts 3 - Whipped Ass | - Underworld - Beyond Fucked: A Zombie Odyssey - Bikini Outlaws - Code of Honor - Daddy’s Girls - Devil on a Chain - Forsaken - The New Behind the Green Door - Nobody's Daughter - Peep Show - The Perfect Secretary 3: New Recruit - The Stripper - To Live and Fuck in L.A. - Truth Be Told - Watch Over Me |
| Millor paròdia - Comèdia | Millor paròdia - Drama |
| - Grease XXX: A Parody (Adam & Eve Pictures) - Can't Be Martin It's a XXX Parody - Clerks XXX: A Porn Parody - Evil Head - Just In Beaver Fever - The Karate Kid XXX: A DreamZone Parody - Laverne & Shirley XXX: A DreamZone Parody - Not South Park XXX - Not The Wizard of Oz XXX - Official Next Friday Parody - Orgy University - This Ain't Homeland XXX - This Ain't Star Trek 3 XXX 3D - The Walking Dead: A Hardcore Parody - Welcome Back Kotter XXX: A DreamZone Parody | - Man of Steel XXX: An Axel Braun Parody (VividXXXSuperheroes) - Barb Wire XXX: A DreamZone Parody - Breaking Bad XXX: A Sweet Mess Films Parody - Gia: Lesbian Supermodel - Iron Man XXX: An Axel Braun Parody - The Lone Ranger XXX: An Extreme Comixxx Parody - OMG … It's the Dirty Dancing XXX Parody - OMG … It's the Ghost XXX Parody - OMG … It's the Leaving Las Vegas XXX Parody - Paranormal Activity: A Hardcore Parody - She-Hulk XXX: An Axel Braun Parody - Superman vs. Spider-Man: An Axel Braun Parody - This Ain’t Die Hard XXX 3D - Wolverine XXX: An Axel Braun Parody - The XXX Adventures of Hawkman & Hawkgirl |
| Millor presentació d’estrella | Millor estrena romàntica |
| - Anikka - All About Allie - Cayenne Loves Rocco - I Am Christy Mack - I'm Your Bitch: Lyen - The Insatiable Miss Alexis Texas - Joanna Angel: Kinky Fantasies - Lisa Ann: Can't Say No - Mia - Remy 2 - Samantha Saint Is Completely Wicked - Savannah’s Secret - SeXXXploitation of Dani Daniels - Skin - Ultimate Fuck Toy: Kennedy Leigh | - The Temptation of Eve (New Sensations Erotic Stories) - Bitter Sweet - Broken Hearts - Change of Heart - First Crush - Getting Schooled - Harvest Moon - If You Only Knew - La Boutique - Maid for Love - Meant to Be - Paint - Secret Admirer - The Submission of Emma Marx - What Do You Want Me To Say? |
| Millor escena sexual anal | Millor escena sexual oral |
| - Anikka Albrite & Mick Blue - Anikka (O.L Entertainment/Mile High) - Farrah Abraham & James Deen - Farrah Superstar: Backdoor Teen Mom - Asa Akira & Ramón Nomar - Asian Bombshells - Brandy Aniston & Richie Calhoun - The New Behind the Green Door - Lisa Ann & Jules Jordan - Deep Anal Drilling 4 - Lexi Belle & Mick Blue - Big Wet Asses 22 - Dana DeArmond & James Deen - What an Asshole - Skin Diamond & L. T. - Skin - Katja Kassin & Mike Adriano - Anal Motherfuckers - Remy LaCroix & Manuel Ferrara - Rump Raiders - Penny Pax & Richie Calhoun - The Submission of Emma Marx - Chanel Preston & Mandingo - Mandingo Massacre 8 - Bonnie Rotten & Ramón Nomar - Evil Anal 19 - Sheena Shaw & Manuel Ferrara - Evil Anal 17 - Stoya & James Deen - Code of Honor                                                            | - Skin Diamond - Skin [scene 1] - Julia Ann - Underworld - Anikka Albrite & Riley Reid - American Cocksucking Sluts 3 - Joanna Angel - Joanna Angel: Orgasm Addict [scene 5] - Vicki Chase - Jules Jordan: Feeding Frenzy 11 - Tara Lynn Foxx - This Ain't Homeland XXX - Remy LaCroix - Facial Overload 3 - Larkin Love - Suck Balls 3 - Mia Malkova - Swallow This 30 - Maddy O'Reilly, Belle Noire & Rilynn Rae - 3 on Their Knees - Bonnie Rotten - Facial Overload 3 - Katie St. Ives - Sperm Receptacles 6 - Sheena Shaw - Massive Facials 6 - Christie Stevens & Jayden Lee - American Cocksucking Sluts 3 - Heather Vahn - Gag Reflex |
| Millor escena sexual noi/noia | Millor escena sexual en producció estrangera |
| - Riley Reid & Mandingo - Mandingo Massacre 6 (Jules Jordan Video) - Anikka Albrite & Manuel Ferrara - Top Bottoms - Bailey Blue & Xander Corvus - The Temptation of Eve - Casey Calvert & Ryan Madison - Dark Perversions 2 - Adriana Chechik & Bruce Venture - The Innocence of Youth 5 - Dani Daniels & James Deen - Skin Tight - Skin Diamond & Prince Yahshua - Deep Pussy - Dillion Harper & Mick Blue - Wet Dream - Ash Hollywood & Michael Vegas - Forsaken - Kimberly Kane & Alec Knight - Breaking Bad XXX: A Sweet Mess Films Parody - Kennedy Leigh & James Deen - Ultimate Fuck Toy: Kennedy Leigh - Christy Mack & Toni Ribas - Planting Seeds 3 - Mia Malkova & Manuel Ferrara - Cuties 4 - Kirsten Price & Keiran Lee - To Live and Fuck in L.A. [scene 1] - Andy San Dimas & Tommy Gunn - Wolverine: An Axel Braun Parody | - Aleska Diamond, Anna Polina, Anissa Kate, Angel Piaff, Rita, Tarra White & Mike Angelo - The Ingenuous - Aliz, Kristine Crystallis & Toni Ribas - Adventures on the Lust Boat 4 - Blanche Bradburry, Samia Duarte & Rocco Siffredi - Rocco’s Perfect Slaves - Claire Castel, Clark & Thomas Stone - Claire Castel: The Chambermaid - Abbie Cat, Lyen Parker & Rocco Siffredi - XXX Fucktory - Penelope Crunch, Franceska Jaimes & Nacho Vidal - Fuck Yeeaaah!!!! - Angel Dark & Leny Ewil - Eurobabes Jizz Explosion - Allie Haze, Krissy Lynn, Fabine, Suzana Rhios, Roge, Bad Boy, Michael Vegas & Tyler Nixon - Adventures in Eden - Henessy, Marica Hase & Ian Scott - Fashionable Fuckers - Cayenne Klein, David Perry, Sabby, Markus Dupree & Rocco Sardo - Hose Monster 5 - Shana Lane, Mike Angelo, Michael Cheritto & Titof - My Sister and Me - Orgy Scene - 19th Birthday Present: The Greatest Orgy - Anna Polina, Nasta Zya & JPX - Russian Institute 18: The Headmistress - Savannah Secret & Steve Holmes - Savanna’s Secret - Tarra White, Cayenne Klein, Mike Chapman, Ian Scott & Marcus - Cayenne Loves Rocco |
| Millor escena sexual noia/noia | Premis dels Fans – Hottest Ass |
| - Riley Reid & Remy LaCroix - Girl Fever - Asa Akira & Celeste Star - Asa Loves Girls - Casey Calvert & India Summer - Teach Me 3 - Lily Carter & Molly Bennett - Meow! 3 - Dana DeArmond & Veruca James - Paint - Skin Diamond & Kleio Valentien - The Walking Dead: A Hardcore Parody - Jessica Drake & Capri Cavanni - Underworld - Gracie Glam & Gia Steel - Lesbian Crime Stories - Ash Hollywood & Aiden Ashley - Girls Will Be Boys - Tessa Lane & Ana Foxxx - Four Rooms: Los Angeles - Karlie Montana & Brett Rossi - Girl Squared - Mia Malkova & Jessie Andrews - Girl Crush 3 - Bonnie Rotten & Nikki Hearts - Beyond Fucked: A Zombie Odyssey - Andy San Dimas & Chanel Preston - Bitchcraft 9 | - Alexis Texas - Altres actrius en la votació foren: Anikka Albrite, Serena Ali, A.J. Applegate, Aria Arial, Bridgette B., Briella Bounce, Amy Brooke, Mischa Brooks, Julie Cash, Felicia Clover, Dani Daniels, Sophie Dee, Nikki Delano, Kelly Divine, Alexis Ford, Tara Lynn Foxx, Gracie Glam, Mia Gold, Allie Haze, Jayden James, Sara Jay, Karmen Karma, Katja Kassin, London Keyes, Kiera King, Remy LaCroix, Lea Lexis, Lia Lor, Kendra Lust, Krissy Lynn, Mia Malkova, Missy Martinez, Maserati, Jynx Maze, Holly Michaels, Karlie Montana, Jade Nacole, Maddy O'Reilly, Anita Peida, Kristina Rose, Katie St. Ives, Sheena Shaw, Siri, Sarah Shevon, Rachel Starr, Gia Steel, Jada Stevens, Jodi Taylor & Sarah Vandella |

### Guanyadors de premis addicionals
Aquests guardons no es van lliurar durant la pròpia cerimònia de lliurament, sinó que es van anunciar abans o després de l'espectacle. A més, la millor versió en 3D, la millor versió clàssica i el títol més venut de l'any figuraven a la llista de categories de premis però no es van presentar el 2014.
Categories de vídeos
- Millor escena de sexe grupal noies: Gracie Glam, Mia Malkova i Raven Rockette (Meow! 3)
- Millor estrena noies: Meow! 3
- Millor sèrie femenina: Belladonna: No Warning
- Millor estrena All-Sex: Slutty and Sluttier 18
- Millor estrena amateur: 100% Real Swingers: Meet the Rileys
- Millor sèrie amateur: College Rules
- Millor estrena anal: Wet Asses 2
- Millor sèrie anal: Evil Anal
- Millor direcció artística: Underworld
- Millor estrena Big Bust: Bra Busters 4
- Millor sèrie Big Bust: Big and Real
- Millor estrena de Big Butt: Big Wet Asses 22
- Millor sèrie Big Butt: Phat Ass White Girls
- Millor fotografia: Francois Clousot (Underworld)
- Millor comèdia: Band Sluts
- Millor sèrie continuada: Slutty and Sluttier
- Millor director – Pel·lícula: Brad Armstrong (Underworld)
- Millor director – Pel·lícules estrangera: Max Candy & Michael Ninn (The Ingenuous)
- Millor director – No pel·lícula estrangera: Tanya Hyde (The House of Sin)
- Millor director – No pel·lícula: Mason (Anikka)
- Millor director – Paròdia: Will Ryder (Not The Wizard of Oz XXX)
- Millor escena sexual de doble penetració: Skin Diamond, Marco Banderas i Prince Yahshua (Skin)
- Millors extres de DVD: The New Behind the Green Door
- Millor edició: Scott Allen (Underworld)
- Millor versió educativa: Jessica Drake's Guide to Wicked Sex: Anal Play for Men
- Millor estrena ètnica – Asiàtic: Asian Bombshells
- Millor estrena ètnica – Negre: Big Black Wet Asses 13
- Millor estrena ètnica – Llatí: Butthole Barrio Bitches 2
- Millor sèrie ètnica: 8th Street Latinas
- Millor estrena Fem-Dom Strap-On: Strap Attack 17
- Millor estrena fetitx peu/cama: Foot Fanatic
- Millor estrena estrangera: The Ingenuous
- Millor estrena no pel·lícula: Claire Castel: The Chambermaid
- Millor sèrie de continuïtat estrangera: Slutty Girls Love Rocco
- Millor estrena gonzo: Remy LaCroix’s Anal Cabo Weekend
- Millor estrena de sexe en grup: Bonnie Rotten, Karlo Karrera, Tony DeSergio, Mick Blue & Jordan Ash (The Gang Bang of Bonnie Rotten)
- Millor estrena interracial: Lex Turns Evil
- Millor sèrie interracial: Mandingo Massacre
- Millor Makeup: Melissa Makeup (Evil Head)
- Millor campanya de màrqueting – Projecte individual: Farrah Superstar: Backdoor Teen Mom (Vivid Celeb)
- Millor estrena MILF: MILF Revolution
- Millor sèrie MILF: My Friend's Hot Mom
- Millor banda sonora: Grease XXX: A Parody
- Millor Nova Línia: Skow per Girlfriends Films
- Millor Nova Sèrie: Wet Asses
- Millor actuació no sexual: Kyle Stone (Hotel No Tell)
- Millor estrena de dona gran/noia jove: Cougars, Kittens & Cock 2
- Millor estrena oral: American Cocksucking Sluts 3
- Millor sèrie oral: Deep Throat This
- Millor llançament d'orgies/Gangbang: Gangbanged 5
- Millor cançó original: "Queen of Munchkin Land" de Jeff Mullen (Not The Wizard of Oz XXX)
- Millor embalatge: Underworld (Wicked Pictures)
- Millor estrena POV: The Hooker Experience
- Millor sèrie POV: Tanlines
- Millor escena de sexe POV: Kennedy Leigh i Jules Jordan (Ultimate Fuck Toy: Kennedy Leigh)
- Millor estrena Pro-Am: Brand New Faces 42
- Millor sèrie Pro-Am: Bang Bus
- Millor escena de sexe segur: Jessica Drake & Brad Armstrong (Sexpionage: The Drake Chronicles)
- Millor guió: Brad Armstrong (Underworld)
- Millor guió – Paròdia: David Stanley (Clerks XXX: A Porn Parody)
- Millor estrena solitari: All Natural Glamour Solos 3
- 'Millor escena de sexe en solitari: Maddy O'Reilly (Not The Wizard of Oz XXX)
- Millors efectes especials: Iron Man XXX: An Axel Braun Parody
- Millor estrena especialitzat - Altres gèneres: Evil BBW Gold 3
- Millor sèrie especialitzada - Altres gèneres: Evil BBW Gold
- Millor estrena Squirting: Squirt Gasms!

Categoria de vídeo (continuació)
- Millor actor secundari: Xander Corvus (Underworld)
- Millor actriu secundària: Brandy Aniston (Not The Wizard of Oz XXX)
- Millor interpretació tease: Anikka Albrite (Anikka)
- Millor escena sexual a tres bandes: noi/noi/noia: Anikka Albrite, James Deen i Ramón Nomar (Anikka)
- Millor escena sexual a tres bandes: noia/noia/noi: Remy LaCroix, Riley Reid i Manuel Ferrara (Remy 2)
- Millor estrena transexual: Rogue Adventures 38
- Millor sèrie transexual: American She-Male X
- Millor escena de sexe transexual: Zoey Monroe & Jacqueline Woods (Rogue Adventures 38)
- Millor estrena vinyetes: Show No Mercy
- Millor estrena Wall-to-Wall: Performers of the Year 2013
- Millor llançament de noies joves: The Innocence of Youth 5
- Millor sèrie de noies joves: Cuties
- Títol intel·ligent de l'any: Cirque du Hole-A
- Escena de sexe més escandalosa: Chanel Preston i Ryan Madison ("Give Me Strength" - Get My Belt)

Categoria cos d'obra de vídeo
- Intèrpret femení de l'any: Shyla Jennings
- Intèrpret BBW de l'any: April Flores
- Millor nouvingut masculí: Ike Diezel
- Millor campanya de màrqueting - Imatge de l'empresa: Evil Angel
- Millor estudi nou: Hard X/Erotica X
- Intèrpret estranger femení de l'any: Anissa Kate
- Estrella principal de l'any: James Deen
- Intèrpret estranger masculí de l'any: Rocco Siffredi
- Intèrpret MILF de l'any: India Summer
- Intèrpret masculí no reconegut de l'any: Voodoo
- Intèrpret femenina no reconeguda de l'any: Presley Hart

Categoria Premis Fans
- Millor cos: Jayden Jaymes
- Millors pits: Kagney Linn Karter
- Estrella porno femenina preferida: Riley Steele
- Estrella porno masculina preferida: James Deen
- Estudi preferit: Brazzers
- Noia webcam preferida: LittleRedBunny
- MILF més sexy: Lisa Ann
- Nova estrella més prometedora: Christy Mack
- Estrella de les xarxes socials: Lexi Belle

Categories de productes de plaer
- Millor fabricant de preservatius: Trojan
- Millor fabricant de millores: Sensuva
- Millor fabricant de fetichistes: Sportsheets
- Millor fabricant de roba interior o roba: Coquette International
- Millor fabricant de lubricants: Wicked Sensual Care
- Millor fabricant de productes de plaer - Petit: OhMiBod
- Millor fabricant de productes de plaer - Mitjà: LELO
- Millor fabricant de productes de plaer - Gran: Sportssheets
- Millor línia de productes per a homes: Fleshlight
- Millor línia de productes per a dones JOPEN

Categories de venda al detall i distribució
- Millor distribuïdor per a adults: Entrenue
- Millor botiga: The Tool Shed (Milwaukee, WI)
- Millor cadena minorista - Petita: Fairvilla Megastore
- Millor cadena minorista - Gran: Hustler Hollywood
- Millor botiga web minorista: AdamEve.com

Categories web i tecnologia
- Millor programa d'afiliats: Gamma Entertainment
- Millor lloc web alternatiu: Kink.com
- Millor lloc web de cites: AmateurMatch.com
- Millor lloc web de glamour: AndrewBlake.com
- Millor lloc web de xat en directe: MyFreeCams.com
- Millor lloc web de membres: EvilAngel.com
- Millor lloc web d'estrelles porno: Asa Akira (AsaAkira.com) i Joanna Angel (JoannaAngel.com) [corbat]
- Millor lloc web per a noies solistes: Vicky Vette (VickyAtHome.com)
- Millor lloc web d'estudi: EvilAngelVideo.com
- Millor director web: Brando
- Millor estrena web: Public Disgrace 31515 (Kink.com)

## Premis AVN honoraris
El Premi Reuben Sturman per lluitar pels drets de la indústria no es va lliurar el 2014.

### Premi Visionary
El fundador de Wicked Pictures, Steve Orenstein, va ser escollit per rebre el tercer premi Visionary anual per "ètica, responsabilitat cívica, un ull per a la qualitat i la innovació i una comprensió compassiu de l'entreteniment per a adults i el seu lloc a la societat convencional".

### Saló de la Fama
El introduïts al Saló de la Fama dels Premis AVN, "tots els que han assolit no sols longevitat sinó també alguna cosa més important: èxits memorables davant de la càmera, darrere de la càmera i a l'oficina", per al 2014 van ser:
- Branca Fundadors: Kevin Beechum, founder of content production/distribution company K-Beech; Ted Blitt, founder of Mile High Media; Morty Gordon, founder of Bizarre Video.
- Branca vídeo: Barrett Blade, producer Shylar Cobi, Digital Playground director Robby D., Stormy Daniels, Ben English, Melissa Hill, Mike John, Katsuni, Scott Lyons, Nick Manning, Eric Masterson, Mr. Pete, director Bobby Rinaldi, Taylor St. Claire & Wendy Williams.
- Branca Executiva: Distribuïdor Jerry E. de Juicy Entertainment and Exquisite Multimedia, Adam H. de Pleasure Productions, i Ed Kail & Marty Turkel.
- Branca Productes de Plaer: Lavi Yedid de NS Novelties; Robert Pyne Sr., fundador de la distribuïdora Williams Trading; i Rachel Venning & Claire Cavanah de la minorista d’adults Babeland.
- Branca Fundadors Internet: Angie Rowntree, fundador de Sssh.com; el fundador de Freeones.com Maurice; Mark "Greenguy" Jenkins de Link-O-Rama.com.

## Premis i nominacions múltiples
Els següents llançaments van rebre diversos premis:
- 9 premis: Underworld
- 5 premis: Anikka
- 4 premis: Not The Wizard of Oz XXX
- 3 premis: The Ingenuous
- 2 premis: Grease XXX: A Parody, Meow! 3, Rogue Adventures 38 & Skin

Els llançaments següents van rebre més nominacions:
- 17 nominacions: Underworld
- 16 nominacions: Not The Wizard of Oz XXX
- 12 nominacions: Man of Steel XXX

Les persones següents han rebut diversos premis:
- 3 premis: Anikka Albrite, Brad Armstrong, James Deen, Remy LaCroix i Riley Reid
- 2 premis: Bonnie Rotten, Manuel Ferrara, Mia Malkova, Mick Blue i Skin Diamond

Les persones següents van rebre la majoria de nominacions (inclou les nominacions per vot de fans i exclou les nominacions de productors):
- 17 nominacions: Anikka Albrite i James Deen
- 15 nominacions: Joanna Angel i Ramón Nomar
- 14 nominacions: Bonnie Rotten i Mick Blue
- 13 nominacions: Remy LaCroix i Tommy Pistol
- 12 nominacions: Riley Reid
- 11 nominacions: Allie Haze, Chanel Preston i Skin Diamond
- 10 nominacions: Axel Braun, Christy Mack, Dani Daniels, Manuel Ferrara, Mia Malkova i Prince Yahshua

## Informació de la cerimònia
Amb la gran projecció en les categories de premis per llargmetratges, Adult Video News els va proclamar vius i bé: "Tot i murmurar que les característiques i les paròdies han seguit el seu curs, alguns van ser grans guanyadors aquest any, com Underworld, Grease XXX, Temptation of Eve i Man of Steel XXX."

### Canvis a les categories de premis
A partir dels 31ns premis AVN, es van introduir diverses categories noves per reflectir les tendències del mercat en evolució, com ara:
- Millor escena de sexe segur
- Millor fabricant de preservatius
- Intèrpret femení de l'any
- Intèrpret BBW de l'any[6]
- Millor director web

Mentrestant, la categoria millor lloc web de fotografia va ser rebatejada com a millor lloc web amb glamour "per incloure llocs que també inclouen contingut de vídeo glamurós." La companyia es va convertir en el millor estudi nou i l'estrella crossover de l'any es va convertir en estrella principal de l'any.
Les categories de vot dels fans van augmentar de quatre a 10 i les categories es van canviar completament, de cos favorit, Twitter reina, pornostar favorita i millor lloc web gratuït per adults, a les següents:
- Millor cos
- Millors pits
- Estrella porno preferida (dona)
- Estrella porno preferida (masculina)
- Estudi preferit
- Noia webcam preferida
- Cul més calent
- Milf més calenta
- Nova estrella més prometedora
- Social Media Star (que inclou Twitter, Facebook i Instagram)

AVN també va afegir una altra categoria al seu Saló de la Fama: "la branca executiva, per als membres clau de la indústria que treballen entre bastidors", com ara vendes, màrqueting o educació.
La millor cinta sexual de celebritats i la millor versió interna es van retirar a la llista de categories d'aquest any.

### Recepció i revisió
Alguns mitjans van criticar l'espectacle. Robin Leach del Las Vegas Sun va informar que li van dir que l'assistència baixava i que l'entreteniment era terrible.
Richard Abowitz, que cobreix la indústria per adults per a The Daily Beast, va qualificar l'espectacle de "desil·lustre", i va assenyalar: "Tot i que fa temps que s'ha considerat com els Premis de l'Acadèmia per a la indústria per a adults, pocs ja es prenen seriosament aquesta etiqueta. La caiguda massiva de la fortuna de la indústria del porno gràcies als reptes regulatoris, la pirateria i la infinitat d'ofertes sexuals a Internet han deixat les restes de la indústria del porno convencional més a prop de la paròdia cursi i descarnada de l'altre Hollywood que va definir l'època daurada del porno dels anys 80".
La bloguera de sexualitat d'ExpressMilwaukee, Laura Anne Stuart, va expressar sentiments contradictoris sobre la nova categoria del premi artista BBW de l’anyr: "D'una banda, m'alegro que els premis més coneguts de la indústria per a adults reconeguin que les dones més grans són sexy i sexuals. d'altra banda, això probablement significa que les categories de millor actriu i intèrpret femenina de l'any continuaran guanyant-se per persones primes amb pits i/o culs sobrenaturalment grans."

## In Memoriam
Quan el programa començava, AVN va utilitzar un segment per retre un homenatge a personalitats de la indústria adulta que havien mort des de la presentació de premis del 2013, inclosa l'editor Screw Al Goldstein i el productor/distribuïdor Morty Gordon.